# They Say
"They Say" prvi je singl američko-armenskog rock sastava Scars on Broadway. Pjesma je bila dostupna na MySpace profilu, i na službenoj stranici sastava, 28. ožujka, 2008. godine.
Pjesma je bila dostupna za skidanje za videoigru Rock Band 29. srpnja, 2008. godine, iste godine kada je album službeno izašao. Također je jedna od pjesama u videoigri Guitar Hero 5. Kao jedna od radio pjesama, pojavila se u Colin McRae: Dirt 2.